# Maria Yumeno
Maria Yumeno (en japonés: 夢野まりあ; romanizado: Yumeno Maria) (Tokio, 17 de agosto de 1978) es una actriz, AV Idol y gravure idol japonesa. En 2003, fue catalogada como una de las artistas audiovisuales con mayores ingresos de Japón y "probablemente la más famosa". Muchas de sus películas enfatizaron su figura de gran busto y cuerpo delgado.

## Vida y carrera

### Primeros años
Natural de Tokio, nació en agosto de 1978. Su padre les abandonó a ella y a su familia cuando era una niña. Tras dejar la escuela, trabajó durante un tiempo como diseñadora gráfica. Al igual que con muchas otras actrices de AV, Yumeno fue encontrada por un cazatalentos en el distrito Shibuya de Tokio, aceptando una oferta de una "audición de modelo" por el dinero ofertado. Hizo su debut en la industria audiovisual a finales de 1998 con el vídeo The Wild Bust, del estudio h.m.p. Poco después apareció en un set pictórico de desnudos para la revista masculina Bejean.
Yumeno grabó más vídeos en 1999 con h.m.p., recibiendo ese año, en los Tokyo Sports Film Awards, el premio a la Mejor actriz AV. Tras eso, comenzó a trabajar con un número de otros grandes estudios de AV de la época incluyendo Crystal-Eizou, CineMagic, V & R Planificación, Kuki, Atlas21 y Alice Japan. También protagonizó algunos trabajos de sadomasoquismo y bondage para Attackers.
Yumeno apareció en la película de ciencia ficción erótica IKU, estrenada en Japón en mayo de 2001, en el papel de la Reiko número 2. La película se había estrenado anteriormente en el Festival de Cine de Sundance en enero de 2000. En octubre de 2002, Yumeno protagonizó la película de pinky violence Maria Yumeno: Chō-inran onna no shiseikatsu, dirigida y escrita por Daisuke Yamanouchi y estrenada por Xces Film.
Durante mucho tiempo, en Japón llegó a haber una estrecha conexión entre las comunidades de lucha libre japonesa y la del audiovisual. En esa tesitura, el 4 de noviembre de 2002, Yumeno hizo su debut en la lucha libre profesional participando en una lucha de lucha erótica femenina (WEW) en Yokohama. En abril y mayo de 2003, también participó en combates de lucha erótica hardcore de acción en vivo para Adult Video Wrestling (AVW) con los perdedores teniendo sexo con los árbitros y otros. También participaron los actores audiovisuales Taka Kato y Chocoball Mukai (un exluchador profesional). De aquello saldría una producción de seis horas, AVW Fuck Down!, publicada en junio de 2003.

### Últimos años y retiro
Una entrevista de Yumeno, publicada en septiembre de 2003, afirmaba que se había retirado de la industria para adultos unos meses antes. Sin embargo, continuó actuando en películas convencionales, incluida la película de terror de octubre de 2003 The Naked and the Living Dead, donde interpretaba a una sirvienta zombi. Yumeno también tuvo un papel en la versión de película de acción real basada en el manga de Devilman lanzada en octubre de 2004. En un papel de voz, Yumeno interpretó al personaje principal, Rina, en el anime para adultos OVA Dark Tours / Shinjin Tour Conductor que salió en Japón en octubre de 2004. La cinta fue lanzada en el mercado internacional en agosto de 2006 con subtítulos en inglés.
En 2005, Yumeno apareció con sus compañeras actrices AV Hitomi Hayasaka, Naho Ozawa y Ran Monbu, así como con el actor AV Chocoball Mukai en la película de comedia erótica Ecstasy Express, que tuvo su debut en el Festival Internacional de Cine Fantástico de Yubari en febrero de 2005 y luego se proyectó en Tokio en agosto de 2005. La película, protagonizada por el ídolo de huecograbado Miku Matsumoto, fue posteriormente lanzada en DVD.
Yumeno volvió a actuar en videos para adultos en diciembre de 2005 con Super Bust Female Doctor para el estudio especializado en "mujeres maduras" Madonna, seguido de más videos, como Voluptuous Mature Nakadashi para Glory Quest, en 2006, y Bewitching Lady para Maxing Stargate, en 2007.
Tuvo un papel en el drama teatral de junio de 2008, Dekotora No Shu: Hinokuni Kumamoto, protagonizada por Show Aikawa y también contó con la actriz de pinky violence Junko Miyashita y la ex actriz AV Honoka. Siguió apareciendo en videos para adultos ocasionales para el estudio Madonna y en producciones del cineasta Goro Tameike, y trabajó también como tarento en programas de televisión.